# Joseph Ducreux
Joseph, Barón de Ducreux (26 de junio de 1735 - 24 de julio de 1802) fue un pintor de retratos francés, pastelista, miniaturista y grabador, que fue un retratista exitoso en la corte de Luis XVI de Francia, y fue capaz de ejercer su carrera después de la Revolución francesa. Sus retratos menos formales muestran un interés en expandir el rango de expresiones faciales más allá de las utilizadas en retratos oficiales.

## Vida y carrera
Nacido en Nancy, Francia, Ducreux pudo haber aprendido con su padre, quien también fue pintor. Cuando Ducreux fue a París en 1760, se entrenó como el único estudiante del pastelista Maurice Quentin de La Tour, quien se especializó en la pintura de retratos. En términos de la técnica al óleo de Ducreux, Jean-Baptiste Greuze sirvió también como una influencia importante como su instructor.

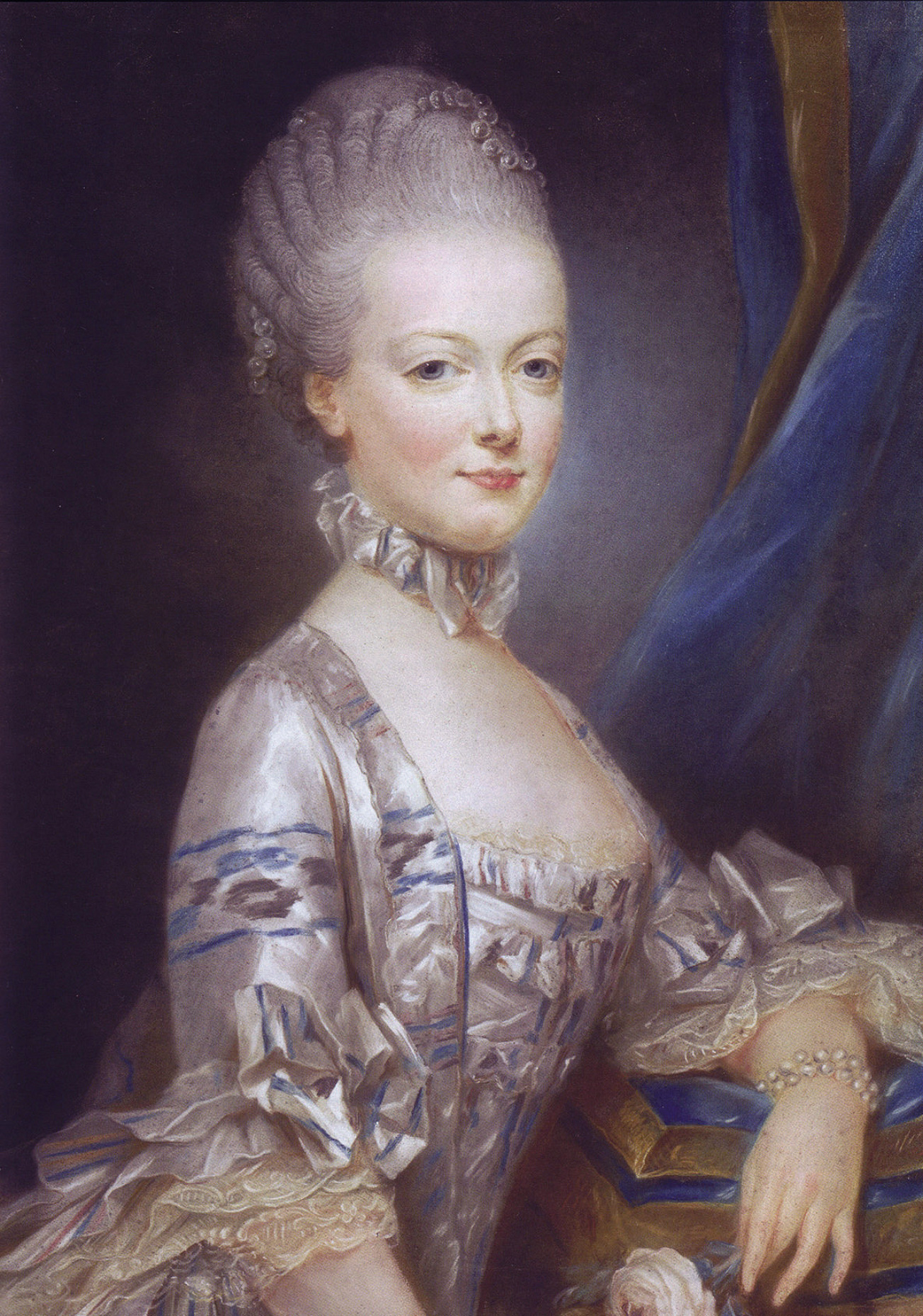
María Antonieta de Austria, en 1769; este retrato fue enviado al Delfín, tal que él pudiera ver a su prometida antes de conocerla.

En 1769, Ducreux fue enviado a Viena para pintar una miniatura de María Antonieta de Austria antes de que ella dejara la ciudad en 1770 y se casara con Luis XVI de Francia. Ducreux fue convertido en barón y premier peintre de la reine (Primer Pintor de la Reina) en recompensa por sus servicios. A Ducreux se le dio esta tarea por la misma María Antonieta incluso aunque él no era miembro de la Real Academia de Pintura y Escultura, que había sido fundada en 1648. La academia era estrictamente jerárquica y los títulos de primer pintor, pintor ordinario e inspector o inspector general de las fábricas reales estaban reservados habitualmente para miembros de la academia.
Al comienzo de la Revolución francesa Ducreux viajó a Londres. Ahí pintó el último retrato hecho de Luis XVI antes de la ejecución del rey.
Jacques-Louis David se volvió uno de los asociados de Ducreux cuando retornó a París en 1793. David ayudó a Ducreux a continuar una carrera oficial. La residencia de Ducreux se volvió un salón literario informal para artistas y músicos, quienes le encargaban retratos. Uno de estos músicos fue su amigo Etienne Méhul, quien se dice que basó el personaje principal de una de sus óperas en Ducreux.
Ducreux tuvo varios hijos. Su hijo mayor Jules fue un pintor y capitán de infantería que murió en la Batalla de Jemappes; varias de sus pinturas aún existen. Sus otros hijos murieron jóvenes. Su hija mayor fue Rose-Adélaïde Ducreux, quien también fue pintora.

## Obra

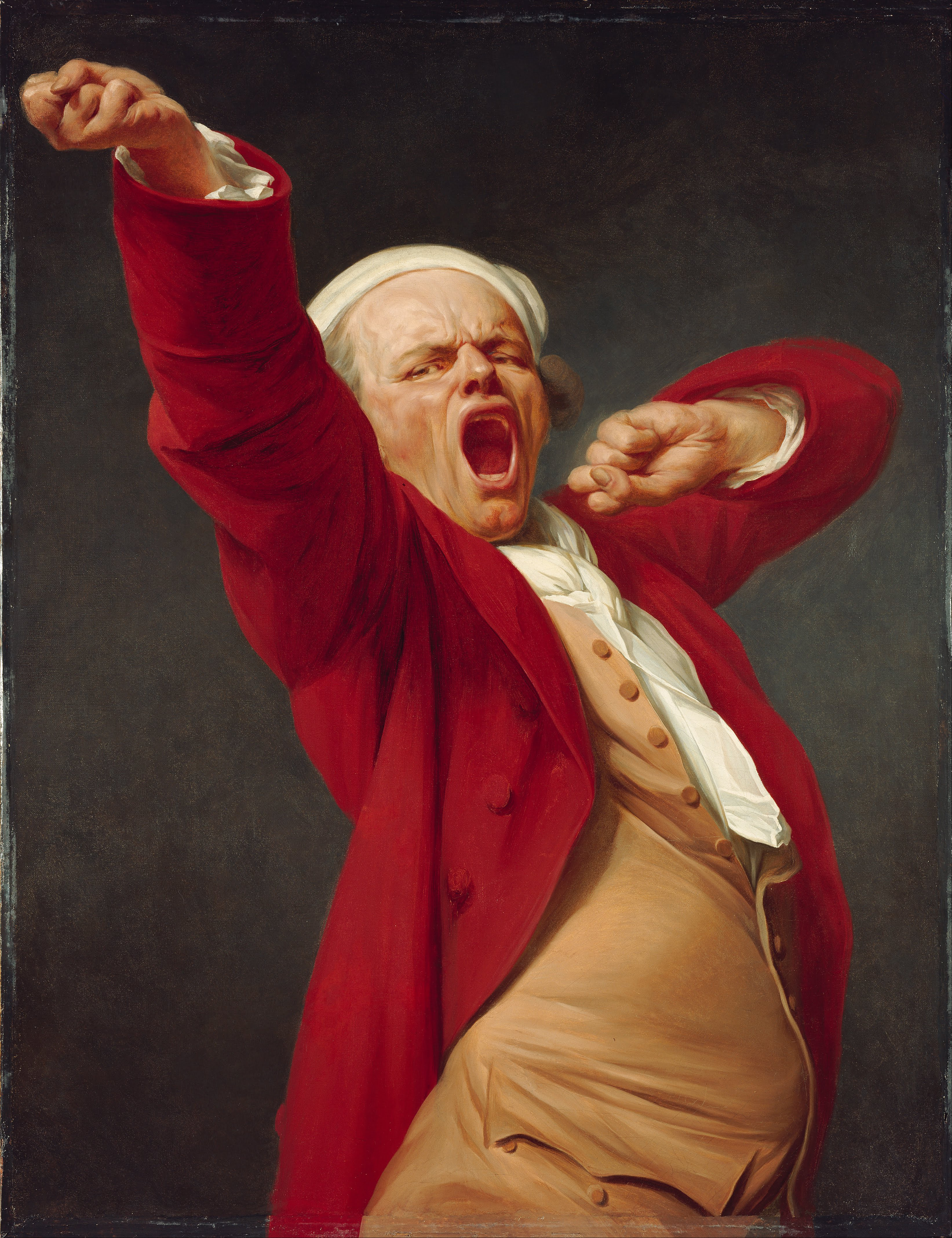
Autorretrato, bostezando, ca. 1783, óleo sobre lienzo, 45 x 35 cm, The J. Paul Getty Museum.

Ducreux se especializó en pintar retratos, y los primeros fueron hechos en pastel, e incluyen aquellos hechos al conocedor Pierre-Jean Mariette, el Comte de Caylus y Ange-Laurent de la Live de July. Estos trabajos pueden haber sido copias de De La Tour. Desde 1760 en adelante Ducreux mantuvo una lista de sus trabajos, pero a lo largo de su vida raramente firmó sus pinturas. Así, muchos de su trabajos permanecen erróneamente atribuidos a otros artistas.
Otros retratos de Ducreux incluyen aquellos de Pierre Choderlos de Laclos y María Teresa I de Austria, así como los mencionados de Luis XVI y María Antonieta.
Ducreux hizo también varios autorretratos bien conocidos entre los años 1780 y 1790, incluyendo uno (ahora en la colección de The Getty Center en Los Ángeles; c. 1783) en el cual se pintó a sí mismo en medio de un largo bostezo. En otro, Portrait de l'artiste sous les traits d'un moqueur (c. 1793, Louvre), el artista se ríe burlonamente y apunta al espectador.
Como se evidencia en estos autorretratos, Ducreux intentó liberarse de las restricciones de la tradicional pintura de retratos. Interesado en la fisiognomía, que era la creencia de que el estudio y el juicio de la apariencia de una persona (principalmente la cara) refleja su carácter o personalidad, intentó capturar la personalidad de su retratados, así como la suya propia, a través de sus obras cálidas e individualistas. Le Discret (ca. 1790), por ejemplo, es el retrato de un hombre pidiendo silencio. Su expresión es temerosa, su dedo está presionado contra su boca en señal de que él silenciosamente demanda discreción o prudencia.
Al respecto, estos retratos recuerdan a los tronies de la pintura barroca de los Países Bajos, y las "cabezas con carácter" de su contemporáneo, el escultor germano-austríaco Franz Xaver Messerschmidt (1736-1783), algunos de cuyos bustos eran autorretratos con expresiones extremas.

## Galería

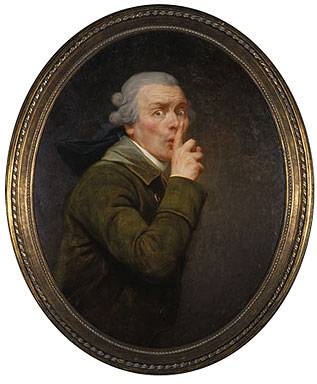
Le Discret, ca. 1790
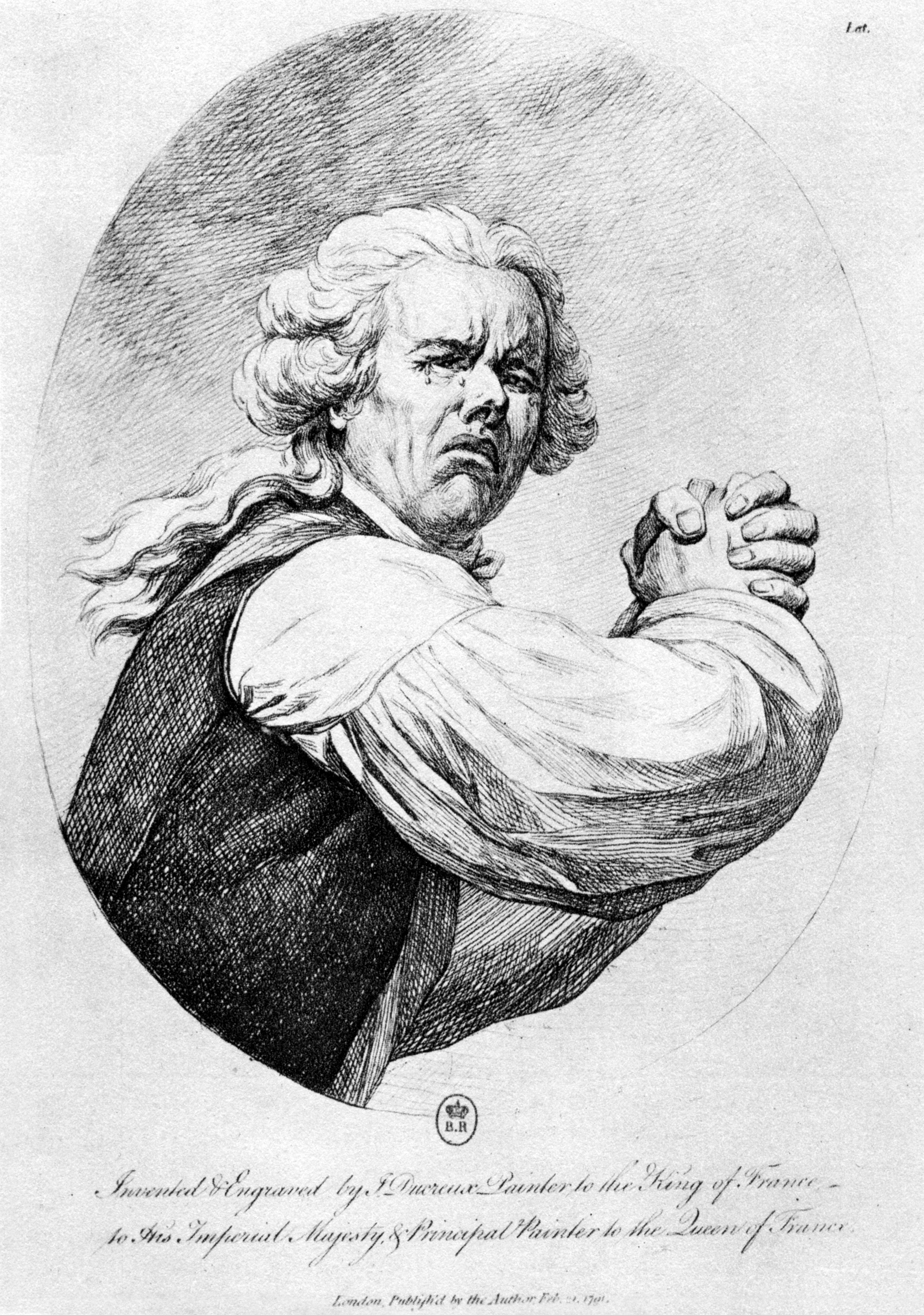
Uno de los grabados de Ducreux, 1791.
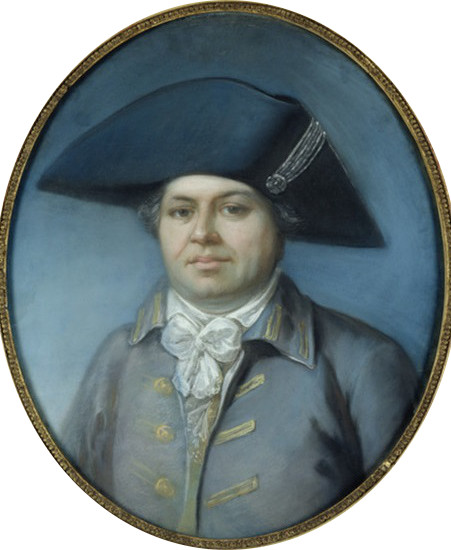
Retrato de Georges Cadoudal, 1800
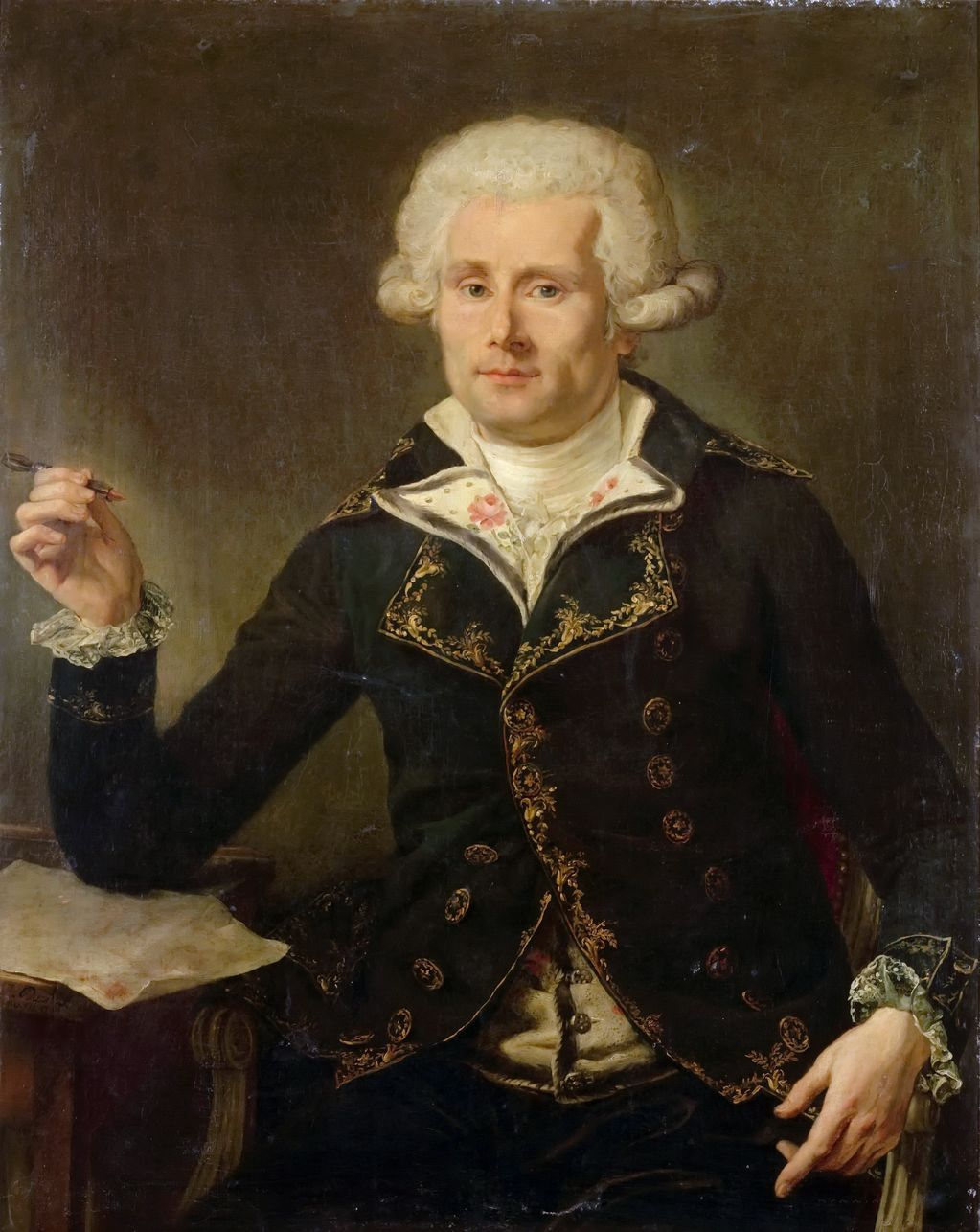
Retrato de Louis Antoine de Bougainville, 1793